# Isabel V. Hull
Isabel Virginia Hull (nascida em 1949) é Professora Emérita de História e ex-presidente do departamento de história da Universidade de Cornell, norte-americana. Ela se especializou em história alemã de 1700 a 1945, com foco em sociopolítica, teoria política e gênero/sexualidade. Desde janeiro de 2006, Hull atua no conselho editorial do Journal of Modern History.

## Educação
Hull recebeu seu BA da Universidade de Michigan em 1970 e seu Ph.D. da Universidade de Yale em 1978. Ela ministra cursos sobre fascismo europeu, Primeira Guerra Mundial, história alemã 1648–presente e direito internacional.

## Pesquisa
A posição pela qual Hull é mais conhecida, incorporada em seus dois livros mais recentes, é que a Alemanha antes e durante a Primeira Guerra Mundial era singularmente indiferente ao direito internacional entre as grandes potências e (ao contrário da historiografia estabelecida) que sua responsabilidade de trazer o a guerra era muito maior que a das potências aliadas. Em 2014, Hull publicou A Scrap of Paper: Breaking and Making International Law During the Great War, analisando o bloqueio aliado da Alemanha. O livro foi criticado por outros historiadores por não "levar em conta considerações de moralidade e, talvez mais importante, legitimidade [do bloqueio]".
Michael Geyer, da Universidade de Chicago, afirmou que "Isabel V. Hull é uma das historiadoras alemãs mais talentosas e certamente a melhor de sua geração", e foi descrita pela VICE News como "uma das principais acadêmicas americanas sobre o papel do fascismo na história". Ela é uma vencedora do Prêmio Ralph Waldo Emerson e do Prêmio Leo Gershoy (1996), é membro da Academia Americana de Artes e Ciências e foi um Guggenheim Fellow e um Alexander von Humboldt-Stiftung Research Fellow. Em 2013, ela recebeu o primeiro Prêmio Internacional de Apoio à Pesquisa da Max Weber Stiftung e da Historisches Kolleg.

## Publicações parciais

### Livros
- The Entourage of Kaiser Wilhelm II, 1888–1918. Cambridge: Cambridge University Press. 1982
- Sexuality, State, and Civil Society in Germany, 1700–1815. Ithaca: Cornell University Press, 1996.
- Absolute Destruction: Military Culture and the Practices of War in Imperial Germany. Ithaca: Cornell University Press, 2005.
- A Scrap of Paper: Breaking and Making International Law During the Great War. Ithaca: Cornell University Press, 2014.

### Resenhas de livros
| Ano  | Artigo de revisão                                                                                  | Trabalho(s) revisado(s)                                                                                |
| ---- | -------------------------------------------------------------------------------------------------- | --- |
| 2018 | Hull, Isabel (April 26, 2018). "Anything can be rescinded". London Review of Books. 40 (8): 25–26. | Hathaway, Oona & Scott Shapiro (2017). The internationalists and their plan to outlaw war. Allen Lane. |